# Virola steyermarkii
Virola steyermarkii är en tvåhjärtbladig växtart som beskrevs av William Antônio Rodrigues. Virola steyermarkii ingår i släktet Virola och familjen Myristicaceae. Inga underarter finns listade i Catalogue of Life.